# Toshinobu Onosato
Toshinobu Onosato (小野里 利信, Onosato Toshinobu, stylisé en オノサト・トシノブ) est un peintre Op Art, japonais du XXe siècle, né en 1912 à Iida (Nagano), mort en 1986 à Gunma.

## Biographie
En 1922, Toshinobu Onosato part pour Kiryū dans la préfecture de Gunma, où il se fixe. De 1931 à 1934, il étudie la peinture avec Seifū Tsuda, peintre de style occidental. En 1935, il fonde le groupe Kokusho, et expose la même année avec les artistes de l'Association Nikakai à Tokyo. Il appartient à l'organisation Jiyu bijutsuka Kyokai (Association des artistes libres) de 1938 à 1956. Ayant servi en Mandchourie à la fin de la guerre, il est fait prisonnier en Sibérie de 1945 à 1948. À son retour, il reprend son activité artistique. 

## Parcours artistique
Il participe à des expositions collectives:: en 1956,  Abstraction et Imagination, au Musée d'art moderne de Tokyo ; en 1963, Biennale de Tokyo, dont il remporte le Grand Prix ; en 1964, Tendances de la Sculpture et de la Peinture Japonaise Contemporaines, Musée d’art moderne de Kyoto, et New York, Exposition Internationale du Musée Guggenheim ; en 1964 et 1966, Biennale de Venise ; en 1965, La peinture Moderne du Japon, Kunsthaus de Zurich ; en 1965-66 New York Nouvelles Peintures et Sculptures japonaises, Musée d'art Moderne, et premier JAFA; en 1974, Musée Louisana de Copenhague ; en 1977 et 1983, Musée Central de Tokyo ; 1982, Musée d'art moderne de Tokyo et Toyama ; en 1983, Musée préfectoral de Gunma et Metropolitain Museum de Tokyo. À titre personnel, à partir de 1953, il expose à Tokyo et dans différentes villes japonaises et également à Washington, Zurich et San Francisco.

## Style et technique
À partir de 1937 et pendant la période qui précède la guerre, ses œuvres s'apparentent à l'abstraction néo-constructiviste; il peint des cercles et des carrés noir et blanc. À son retour au Japon, il a une brève période figurative. Vers 1952, il revient à une abstraction plus ornementale, d'abord sur le thème du soleil: de larges cercles sont posés sur le reste de la surface de la toile totalement couverts de mosaïques superbement colorées. Vers 1960, le cercle solaire étant écarté, les peintures sont entièrement constituées de minuscules figures strictement géométriques, surtout des carrés et des rectangles, parfois légèrement gauchis, imbriquées les unes aux autres ou les unes dans les autres. La mise en couleur y est toujours somptueuse, mais également savante, pour exemple: la dominante y est donnée par le fond, sur lequel s'inscrit la multitude des petits carrés, dans lesquels s'inscrivent à leur tour d'autres carrés concentriques de plus en plus petits, leurs couleurs d'une grande diversité animant la dominante du fond sans en compromettre l'efficacité tonale.
Ou encore: la grille est simplement constituée de carrés dans chacun desquels s'inscrit un autre carré, qui, s'il est gauchi tantôt d'un côté tantôt de l'autre, crée un rythme graphique dynamique général; par groupes de carrés, non obligatoirement égaux ni donc soumis à quelques symétrie, le périmètre du grand carré est d'une couleur tandis que l'intérieur du carré est d'une autre, ces binômes de couleurs étant évidemment différents d'un groupe aux autres. Quel que soit le système de base adopté, les combinatoires de contrastes ou d'accords harmoniques, sont infinies. Les résultats obtenus sont impressionnants de richesse chromatique.
Il est clair que ces travaux s'accordent avec la période de la vague et de la vogue de l'art optique et qu'ils découlent des méthodes d'enseignement analytique et pratique issues du Bauhaus. Dans leur perfection artisanale, les réalisations de Toshinobu Onosato échappent sans doute à la désaffection qui frappe désormais l'ensemble de la production d'art optique, souvent assimilée à la science amusante, aux « gadgets ».

## Musées
Toshinobu Onosato figure dans les musées de: Nagaoka (Mus. d'Art Contemp.) et Tokyo (Mus. Nat. d'Art Mod.).